# Rajd San Marino 2012
Rajd San Marino 2012 (40. Rally di San Marino) – 40 edycja rajdu samochodowego Rajd San Marino rozgrywanego w San Marino. Rozgrywany był od 6 do 7 lipca 2012 roku. Była to siódma runda Intercontinental Rally Challenge w roku 2012. Składał się z 13 odcinków specjalnych.

## Klasyfikacja rajdu
| Miejsce                | Kierowca               | Pilot                  | Samochód                 | Czas                   | Strata                 |                        |
| Klasyfikacja generalna | Klasyfikacja generalna | Klasyfikacja generalna | Klasyfikacja generalna   | Klasyfikacja generalna | Klasyfikacja generalna | Klasyfikacja generalna |
| ---------------------- | ---------------------- | ---------------------- | ------------------------ | ---------------------- | ---------------------- | ---------------------- |
| 1.                     | Giandomenico Basso     | Mitia Dotta            | Ford Fiesta RRC          | 2:35:56.6              | 0.0                    |                        |
| 2.                     | Andreas Mikkelsen      | Ola Floene             | Škoda Fabia S2000        | 2:35:59.4              | +2.8                   |                        |
| 3.                     | Umberto Scandola       | Guido D’Amore          | Škoda Fabia S2000        | 2:37:38.2              | +1:41.6                |                        |
| 4.                     | Sepp Wiegand           | Timo Gottschalk        | Škoda Fabia S2000        | 2:38:02.8              | +2:06.2                |                        |
| 5.                     | Jarkko Nikara          | Jarkko Kalliolepo      | Subaru Impreza STi R4    | 2:42:08.8              | +6:12.2                |                        |
| 6.                     | Gergely Szabó          | Zoltan Kóhler          | Mitsubishi Lancer Evo X  | 2:46:12.2              | +10:15.6               |                        |
| 7.                     | Marco Tempestini       | Dorin Pulpea           | Subaru Impreza STi R4    | 2:49:19.2              | +13:22.6               |                        |
| 8.                     | Gabriele Noberasco     | Daniele Michi          | Mitsubishi Lancer Evo IX | 2:49:44.5              | +13:47.9               |                        |
| 9.                     | Miklós Budjos          | András Benkö           | Mitsubishi Lancer Evo IX | 2:49:59.6              | +14:03.0               |                        |
| 10.                    | Harry Hunt             | Robbie Durant          | Citroën DS3 R3T          | 2:50:45.6              | +14:49.0               |                        |